# Baltasar de Lemos de Morais Navarro
Baltasar de Lemos e Morais Navarro (ca. 1660 (365 anos) - 1740) foi um bandeirante dos séculos XVII-XVIII. Serviu como procurador da Fazenda Real e foi um dos descobridores das minas de Serro do Frio, em 1702.